# 安托諾夫An-32
安东诺夫 An-32（北约绰号 Cline）是苏联的双发涡桨军用运输机。

## 设计
1970年代初期，应印度空军的需求，苏联在An-26的基础上研制了应对高高原起降性能的改进型号。发动机短舱置于上单翼之上，这使得换装5,100 马力AI-20型大推力涡桨发动机，其使用的螺旋桨直径达到了An-26的AI-24的两倍。

## 生产
| 372 |

| 1976 | 1982 | 1983 | 1984 | 1985 | 1986 | 1987 | 1988 | 1989 | 1990 | 1991 | 1992 | 1993 | 1994 | 1995 | 1996 | 2005 | 2007 | 2008 | 2010 | 2011 | 2012 |
| ---- | ---- | ---- | ---- | ---- | ---- | ---- | ---- | ---- | ---- | ---- | ---- | ---- | ---- | ---- | ---- | ---- | ---- | ---- | ---- | ---- | ---- |
| 1    | 1    | 5    | 29   | 31   | 26   | 54   | 28   | 48   | 11   | 49   | 47   | 10   | 4    | 8    | 5    | 2    | 1    | 4    | 1    | 3    | 5    |

## 使用历史
An-32可以在高海拔与高温条件下起降(最高 + 55 °C（131 °F；328 K）， 4,500米（14,800英尺） ).

## 型号
- An-32 : 基本型

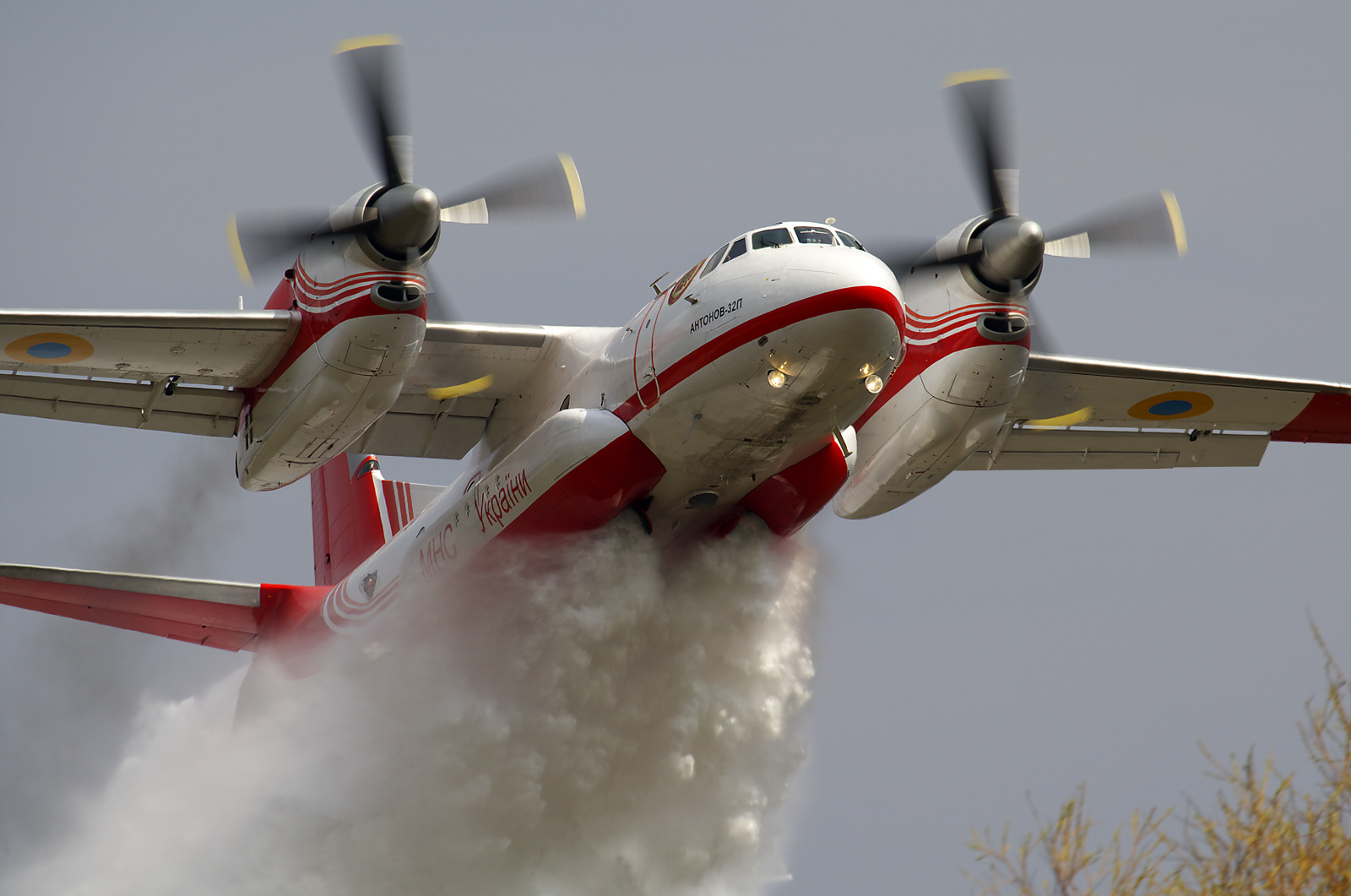
A State Emergency Service of Ukraine An-32 firefighting aircraft dumps water on a forest fire.

- An-32A : 民用运输型，制造了36架。
- An-32B : 改进型号
- An-32B-100 : An-32B改进为最大起飞重量28.5吨，载重7.5吨。[5]
- An-32B-110 : 改为双人机组[6]
- An-32B-120 : 使用英制单位的An-32B-110.[6]
- An-32B-300 : 使用罗罗 AE 2100涡桨发动机，单台4,600 hp[7]
- An-32LL (Letyushchaya Laborotoriya飞行试验室): 使用桨扇发动机的试验机。
- An-32MP : 海事巡逻机.[8]
- An-32P Firekiller : 消防飞机，携带8吨水。[8]
- An-32V-200 : An-32B-100的双人机组改型
- An-32 RE : An-32B现代改型[5] 新的航空电子设备。
- An-132 : 采用西方航电与发动机，与沙特阿拉伯联合研制。[9] 采用Pratt & Whitney Canada PW150发动机、霍尼韦尔航电，利勃海尔生命支持系统，汉胜森德斯特兰德辅助动力单元。[10]

## 用户

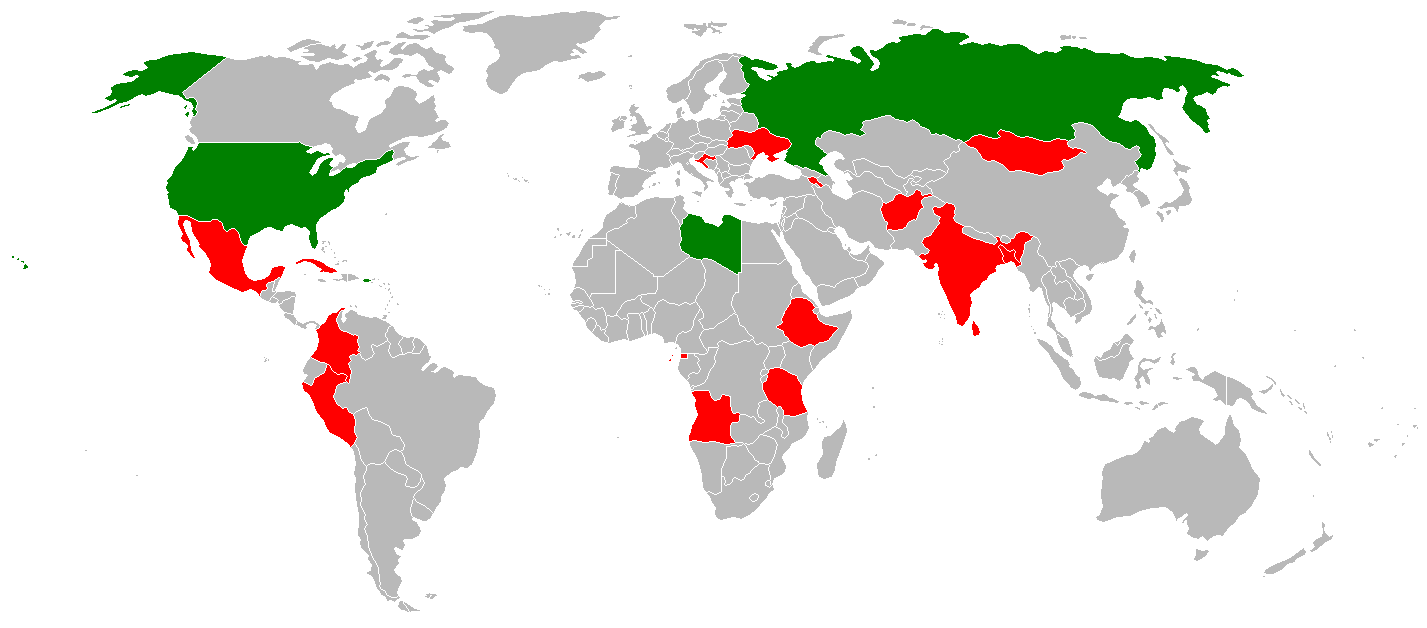
An-32用户（民航使用的为绿色）

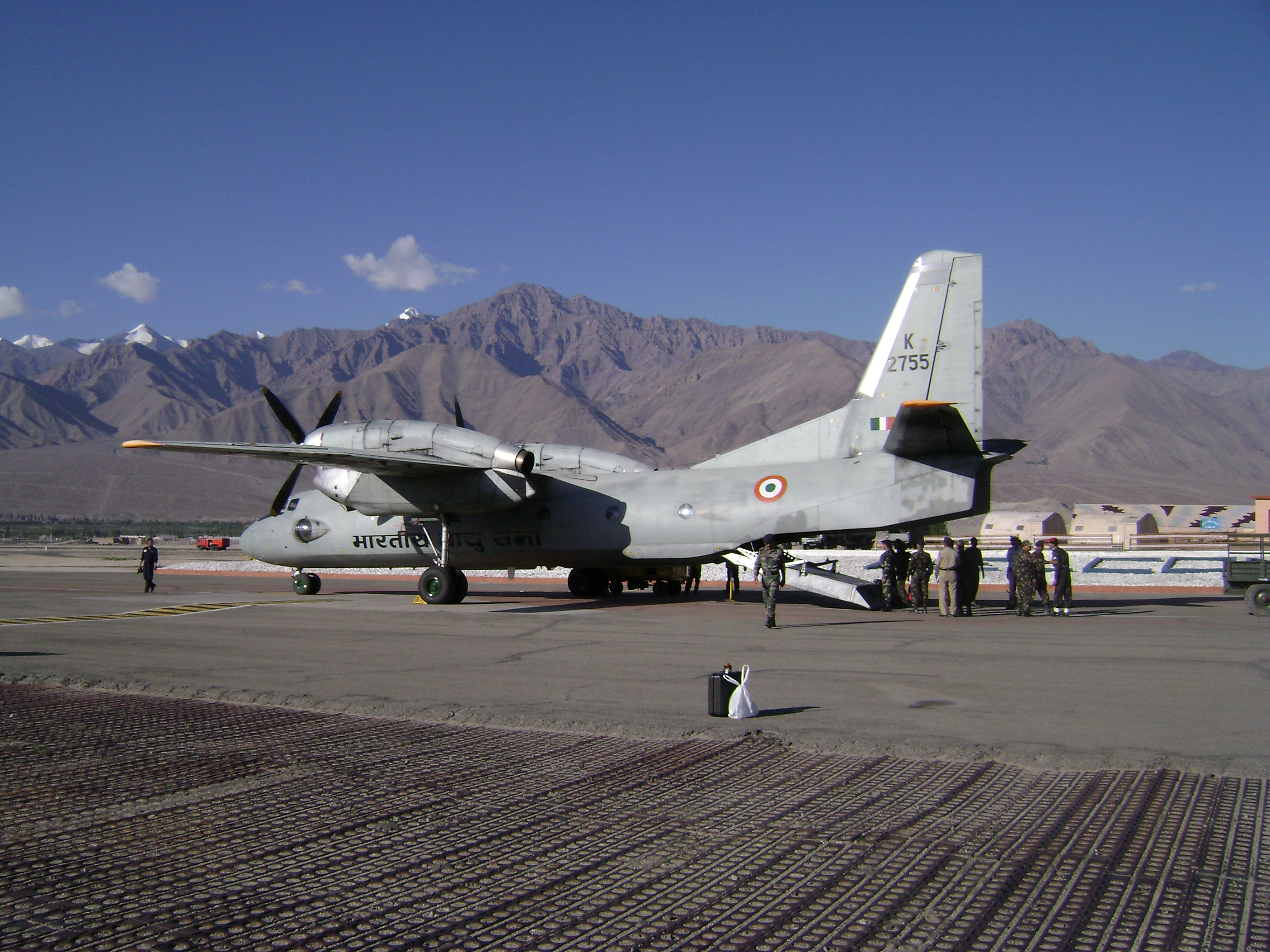
印度空军在列城机场

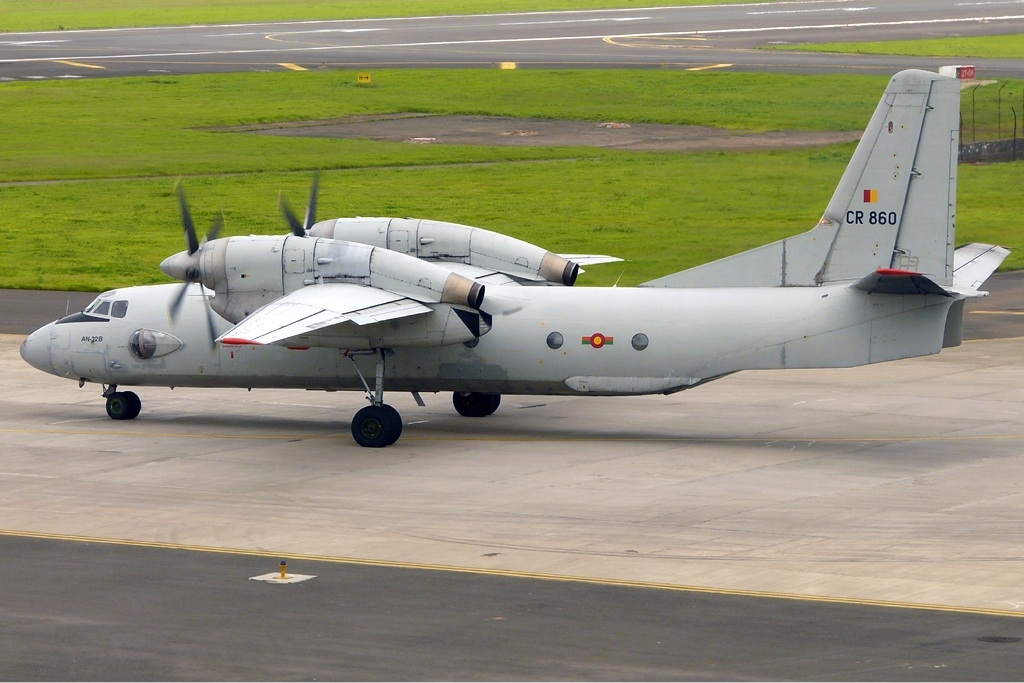
斯里兰卡空军

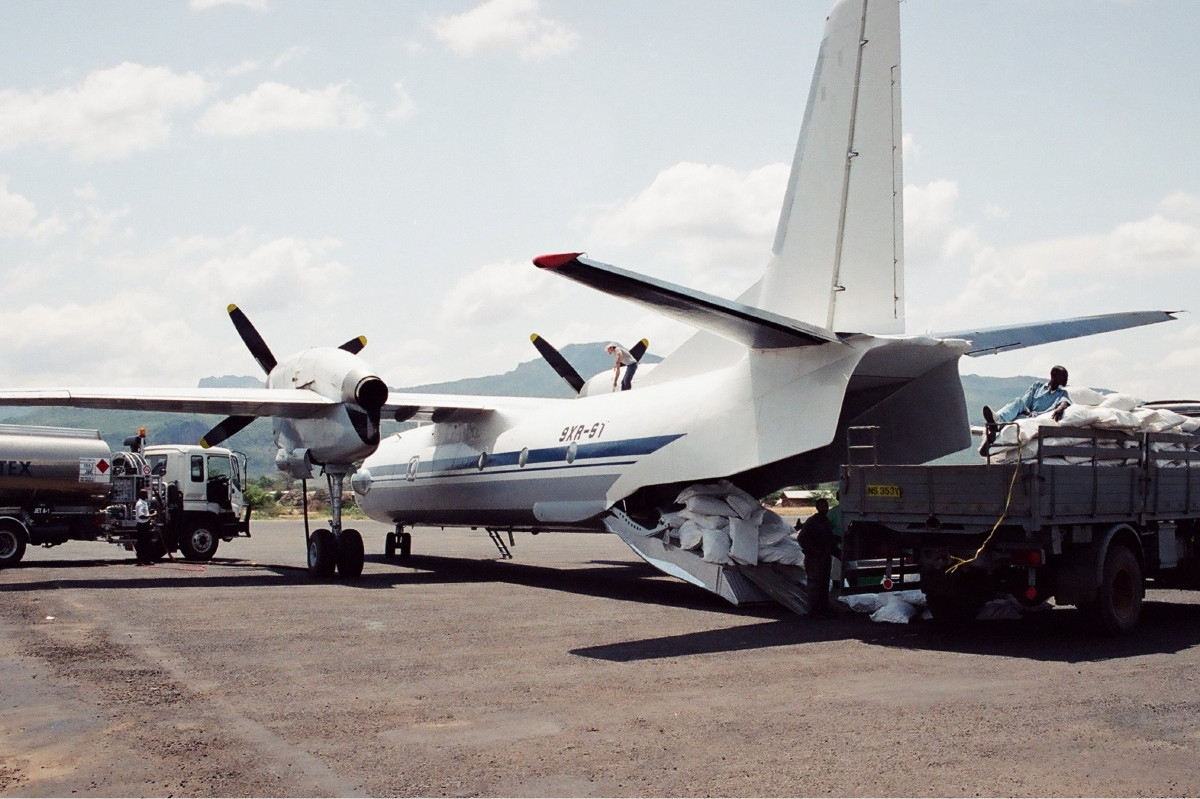
Sun Air Charter An-32 at Lokichogio Airport

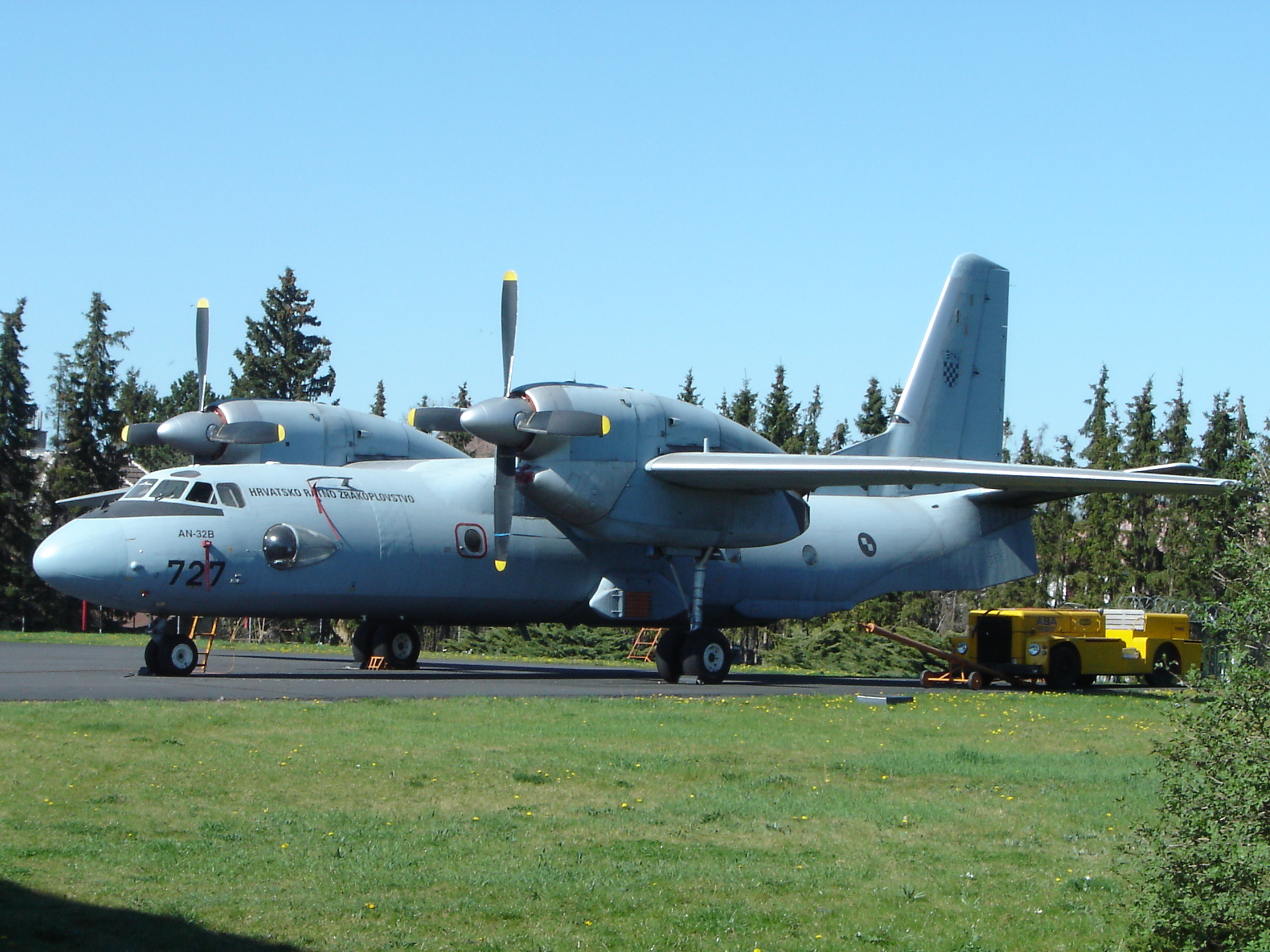
Antonov An-32B of the 克罗地亚空军

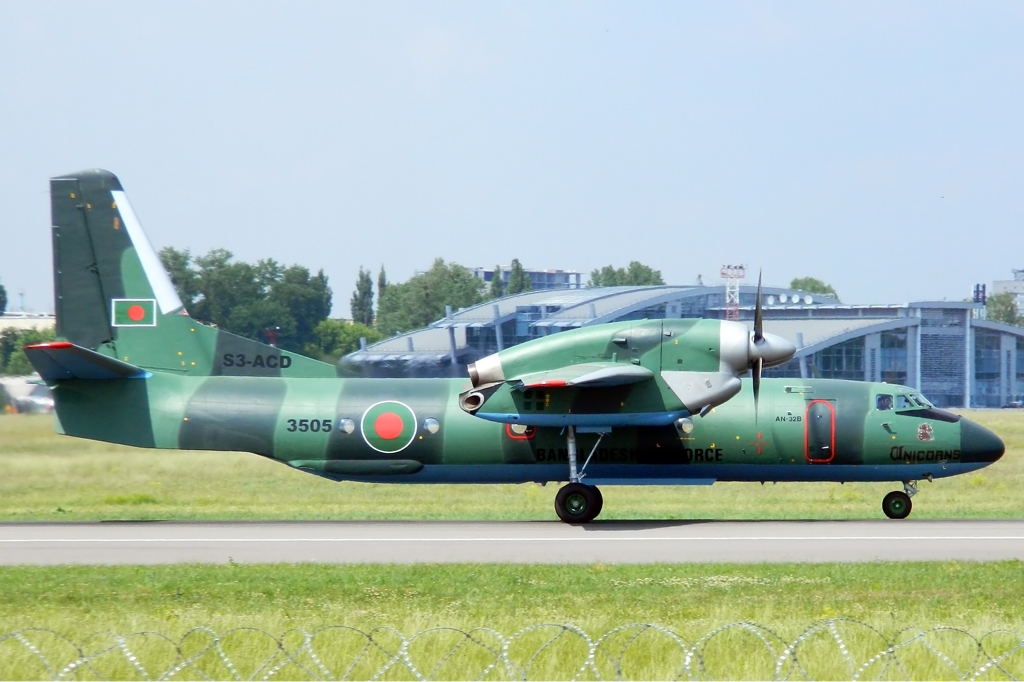
Antonov An-32C of 孟加拉空军

### 军队用户
超过240架An-32
 安哥拉
- 安哥拉空军[11]

- 孟加拉空军 :3架[12]，交由烏克蘭進行現代化，2017年9月已交機一架。

 哥伦比亚
- 哥伦比亚空军: 2架[13]

- 克罗地亚空军 – 2架[13]

 赤道几内亚
- 赤道几内亚空军[14]

 印度
- 印度空军: 购买125架，使用105架[15]

 伊拉克
- 伊拉克空军: 2012年10月交付6架。[16]

 墨西哥
- 墨西哥空军: 1架[17]
- 墨西哥海军: 1架[17]

 秘魯
- 秘鲁空军[18]
- 秘鲁陆军[18]
- 秘鲁海军[18]

 斯里蘭卡
- 斯里兰卡空军[19]

 苏丹
- 苏丹空军[19]

### 前用户
阿富汗

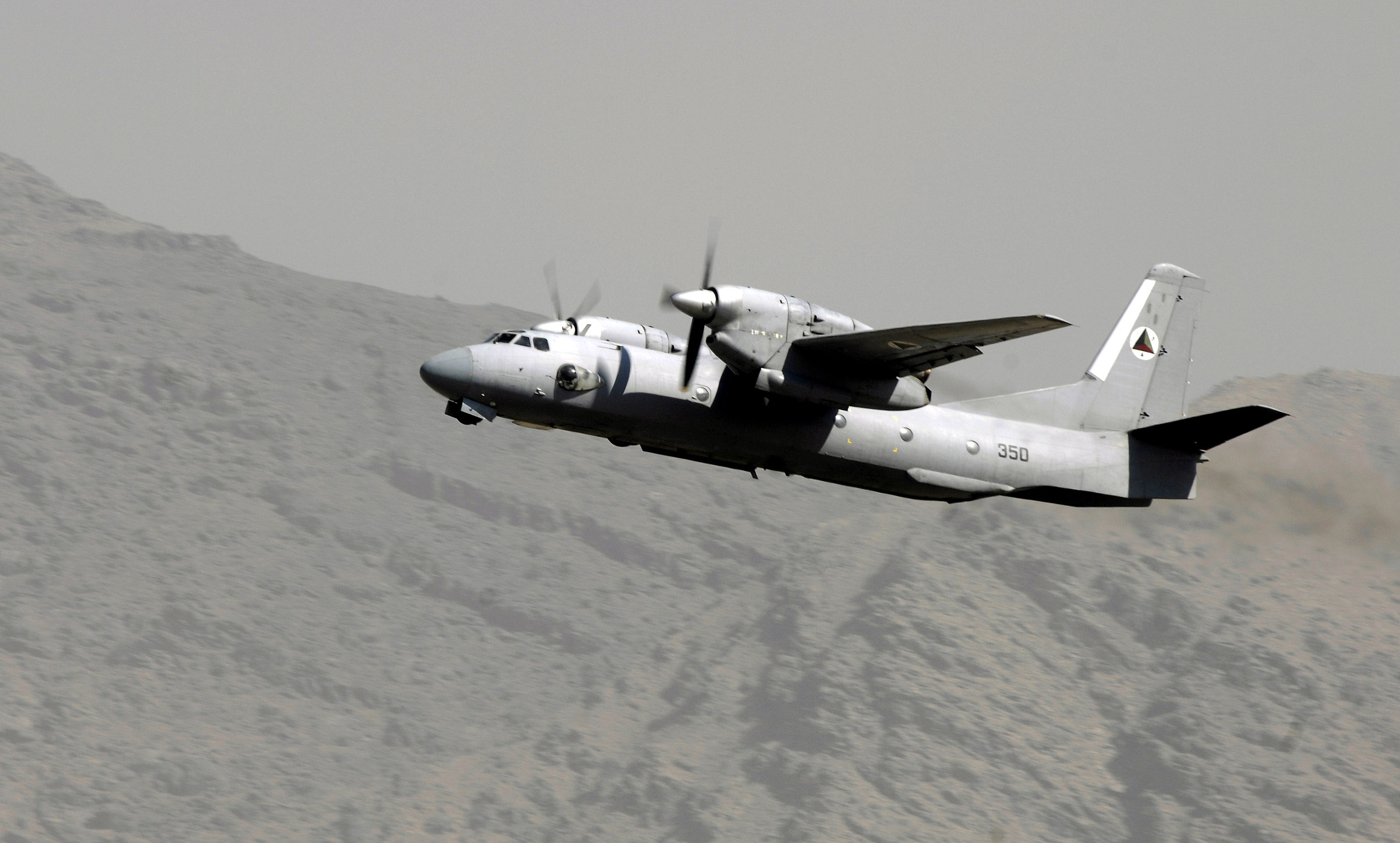
阿富汗空军

- 1987年左右至少交付阿富汗空军6架。在2011年6月时荡然无存。[20]

 亞美尼亞
- 亚美尼亚空军

- 科特迪瓦空军

 衣索比亞
- 埃塞俄比亚空军

 约旦
- 约旦空军

 利比亞
- 利比亚空军

 蒙古国
- 蒙古空军

 卢旺达
- 卢旺达军事

 坦桑尼亚

### 民用用户
在2006年8月，56架An-32在民航使用。
- AERCARIBE LTDA（页面存档备份，存于） (2),
- Aero Transporte S.A (ATSA) (4),
- Air Pass（页面存档备份，存于） (4),
- Alada (3),
- Libyan Arab Air Cargo (4),
- Million Air Charter[永久] (3),
- Trans-Charter (3)
- Selva (4).
- LBC Express (55架订单)

## 事故
- 1986年3月25日，一架苏联交付给印度空军的An-32，在阿曼马斯喀特飞往印度途中在印度洋失踪。机上3名机组人员与4名乘客下落不明。[21]
- 1990年7月15日，印度空军的一架飞机从塔姆巴拉姆到锡鲁万纳塔普拉姆途中在西高止山脉的Ponmudi山坠毁。[22]
- 1995年11月22日，斯里兰卡空军的一架租借自哈萨克斯坦的An-32B在贾夫纳降落时被击落，机上63人全部遇难。
- 1996年1月8日，非洲航空的一架An-32由于超载起飞失败，在刚果民主共和国金沙萨的机场跑道外的闹市区坠毁，导致地面237人死亡。[23]
- 1998年3月22日，秘鲁空军的一架An-32单发失效，失控坠毁，21名乘客遇难。[24]
- 2007年8月26日, 大湖商业公司的An-32B超载起飞失败，在刚果金的孔戈洛坠毁，机上15人遇难。[25]
- 2009年6月10日,印度空军An-32起飞失败在Mechukha坠毁。[26] 13人全部死亡
- 2014年12月12日, 斯里兰卡空军An-32起飞失败坠毁。[27][28]
- 2016年7月22日，印度空军一架An-32从金奈飞往布莱尔港途中在孟加拉湾失踪。 [29]
- 2019年6月3日，印度空军一架An-32從東部阿薩姆省飛往阿魯納查省的空軍基地，起飛30分鐘後失聯13人失蹤。[30]

## 技术指标 (An-32)
参考资料：Jane's All The World's Aircraft 1988–89
基本信息
- 机组：4
- 容量：42 paratroopers/50 passengers/24 Casualties on stretcher with three medical personnel

性能

## 参見
相关开发
- An-24
- An-26
- An-132（英语：An-132）

类似型号
- 運-7
- 伊爾-112
- G.222
- CN-235
- C-295
- C-8（英语：C-8 Buffalo）

### 书目
- Hoyle, Craig. "World Air Forces Directory". Flight International, Vol. 182 No. 5370. 11–17 December 2012. pp. 40–64. ISSN 0015-3710.
- Hoyle, Craig. "World Air Forces Directory". Flight International, Vol. 184 No. 5419. 10–16 December 2013. pp. 24–51. ISSN 0015-3710.
- Taylor, John, W.R. Jane's All The World's Aircraft 1988–89. London:  Jane's Information Group, 1988. ISBN 0-7106-0867-5.